# Ou (dwuznak)
Ou – dwuznak występujący w języku francuskim, gdzie oznacza głoskę /u/, i w czeskim oraz niderlandzkim, gdzie oznacza dźwięk przypominający oł.
Występuje także w alfabecie śląskim Steuera, gdzie oznacza kontynuanta a pochylonego na większości zachodniego Górnego Śląska.